# Jacques von Bedriaga
Jacques Vladimir von Bedriaga (efternamnet ibland stavat Bedryagha), född 1854 i Kejsardömet Ryssland, död 1906 i Florens, Italien var en rysk herpetolog.